# Rybny Potok (dopływ Suchego Potoku)
Rybny Potok – potok lewy dopływ Suchego Potoku w dorzeczu Łososiny. Na mapie Geoportalu ma też nazwę Rybkowski Potok. Wypływa na wysokości około 850 m w dolince wcinającej się w północno-zachodnie stoki masywu Łopienia, pomiędzy jego dwoma szczytami; Łopieniem Środkowym i Łopieniem Wschodnim. Spływa poprzez porośnięte lasem stoki Łopienia. Ma 4 cieki źródłowe łączące się z sobą w górnej części masywu Łopienia. Od wysokości około 640 m spływa jednym już korytem, początkowo w kierunku północnym, potem północno-zachodnim i na wysokości około 465 m uchodzi do Suchego Potoku. Następuje to jeszcze w obrębie lasu. Deniwelacja potoku wynosi 385 m, średni spadek 17,1%.
Cała zlewnia potoku znajduje się w porośniętym lasem masywie Łopienia w obrębie wsi Tymbark w województwie małopolskim, w powiecie limanowskim, w gminie Tymbark.